# 황우럭
황우럭은 양병윤이 연재하였던 시사 만화이다. 제주신문(현 제주일보) 1968년 5월 10일자에 처음 연재되었다. 2012년 11월 30일 김성환의 <고바우 영감>에 이어 두 번째로 1만 회를 돌파한 시사 만화가 되었다.